# Адмир Смајић
Адмир Смајић (Бијељина, 7. септембар 1963) бивши је југословенски и босанскохерцеговачки фудбалер, након завршетка играчке каријере постао је фудбалски тренер.

## Спортска каријера

### Клуб
Рођен је 7. септембра 1963. године у Бијељини. Поникао је у фудбалском клубу Радник из Бијељине, али још као јуниор прелази у београдски Партизан. Био је један од најмлађих првотимаца у историји овог клуба. Дебитовао је за Партизан у југословенској првој лиги сезоне 1979/80. Играо је девет узастопних сезона у Партизану, где је освојио три титуле шампиона Југославије.
Од 1988. до 1993. године је играо за швајцарски клуб Ксамакс Нојшател. Са Ксамаксом је највећи успех имао кад је играо у финалу Купа Швајцарске 1990. Након тога је потписао за Базел у зимском прелазном року сезоне 1992/93, а ту се задржао до 1997. Затим се преселио у Јанг бојс, где је на крају преузео улогу тренера играча 1998. године. Отпуштен је на крају сезоне и уједно завршава играчку каријеру.

### Тренер
У швајцарској лиги је тренирао фудбалске клубове Ивердон и Сион у два наврата. Био је члан стручног штаба А репрезентације и селектор младе репрезентације БиХ.
Током 2018. године кратко је био тим менаџер фудбалског клуба Слобода из Тузле.

### Репрезентација
За А репрезентацију Југославије одиграо је пет утакмица. Дебитовао је 25. марта 1987. у Бањалуци против Аустрије (4:0), а последњи меч у дресу државног тима одиграо је 16. децембра 1987. против Турске (3:2). Играо је и за олимпијску селекцију Југославије с којом је на Летњим олимпијским играма у Лос Анђелесу 1984. освојио бронзану медаљу.
Након распада Југославије, одиграо је и два меча за репрезентацију Босне и Херцеговине.

## Приватан живот
Има кћерку Аделу која је запослена као ТВ презентер у граду Базелу.

## Успеси
„Адмир је фини, понос првака, паметне главе, дриблинга лака, што добро учи и вредно шљака — воле га свака, и сестра и бака, не само оне из Теочака.”

 — Стихови песме које је песник Душко Радовић посветио Адмиру Смајићу.
- Партизан
  - Првенство Југославије:

1. 1982/83.
2. 1985/86.
3. 1986/87.

- Југославија
  - Летње олимпијске игре 1984:  бронзана медаља.